# Afghanicenus aulicus
Afghanicenus aulicus là một loài bọ cánh cứng trong họ Cerambycidae.